# Sonia Viale
Sonia Viale (Sanremo, 11 dicembre 1966) è una politica e avvocata italiana.

## Biografia
Si è laureata in giurisprudenza all'università degli Studi di Milano nel 1990 ed è diventata avvocata nel 1994 a Sanremo. 

### Consigliere comunale
Nel 1992 è stata eletta nella Lega Nord al Consiglio comunale di Ventimiglia.

### Deputato e Sottosegretario
È stata eletta deputata nel 1994 con la Lega nella XII legislatura ed è diventata membro della Giunta per le elezioni, della commissione giustizia e segretario di presidenza della Commissione parlamentare antimafia. Conclude il mandato nel 1996.
Nel 1999 è candidata con la Lega alle elezioni europee nella circoscrizione nord occidentale, senza risultare eletta pur essendo la più votata del proprio partito in Liguria.
Dal 2002 al 2006 è Vice Capo Dipartimento per la Giustizia Minorile, nel 2006 è Direttore Generale del Contenzioso e dei Diritti Umani del Ministero della Giustizia. Dal 2008 al 2010 è Capo Segreteria Tecnica del Ministro dell'interno Roberto Maroni. È diventata poi sottosegretaria all'economia nel governo Berlusconi IV il 20 maggio 2010 in sostituzione del leghista Daniele Molgora. Il 5 maggio 2011, dopo un rimpasto di governo, viene spostata dal Ministero dell'economia a quello dell'Interno. Termina il mandato nell'autunno 2011.
Il 22 aprile 2012 è eletta nuova segretaria della Lega Nord Liguria con 115 voti contro lo sfidante Giacomo Chiappori fermo a 27 preferenze.

### Vicepresidente ed assessore regionale
Alle elezioni Regionali in Liguria del 2015 insieme al suo partito appoggia Giovanni Toti di Forza Italia il quale annuncia che in caso di vittoria la sceglierà come vicepresidente della Giunta (lei è inserita nel listino del Presidente). L'8 luglio viene nominata vicepresidente nonché assessore alla Sanità, alle Politiche Sociali e alla Sicurezza (Sanità, Politiche socio sanitarie e Terzo Settore, Sicurezza, Immigrazione ed Emigrazione). Il 13 dicembre di quell'anno le succede Edoardo Rixi alla carica di segretario regionale della Lega. 

### Consigliere regionale
Nel 2020 si candida alle Regionali nella Provincia di Genova, ma con 1.788 preferenze arriva terza e risulta essere la prima dei non eletti della Lega per Salvini Premier rimanendo anche fuori dalla nuova giunta di Toti. All’inizio del 2024, con la nomina di Alessio Piana ad assessore e le conseguenti dimissioni da consigliere, Viale torna in consiglio regionale come prima dei non eletti. Alle elezioni anticipate del 27-28 ottobre 2024 Sonia Viale si piazza terza nella provincia di Imperia con 1.138 preferenze e di nuovo non risulta eletta.